# Pribnow-box
Pribnow-box (även känd som Pribnow-Schaller-boxen) är en promotorsekvens hos prokaryoter. Det är en sekvens av TATAAT av sex nukleotider (tymin, adenin, etc.) som är en viktig del av ett promotorställe på DNA för att transkription ska ske i bakterier. Den är en idealiserad eller konsensussekvens — det vill säga den visar den mest frekvent förekommande basen vid varje position i många analyserade promotorer. Individuella promotorer skiljer sig ofta från konsensus på en eller flera positioner. Den kallas också vanligtvis för -10-sekvensen, eftersom den är centrerad ungefär tio baspar uppströms från platsen för initiering av transkription.
Pribnow-boxen har en funktion som liknar TATA-boxen som förekommer i promotorer i eukaryoterocharchaea. Den känns igen och binds av en underenhet av RNA-polymeras under initiering av transkription. Denna region av DNA:t är också det första stället där baspar separeras under prokaryotisk transkription för att tillåta åtkomst till mallsträngen. AT-rikedomen är viktig för att tillåta denna separation, eftersom adenin och tymin är lättare att bryta isär (inte bara på grund av färre vätebindningar, utan också på grund av svagare basstaplingseffekter). 

## Sannolikheten för förekomst av varje nukkleotid i E. coli
| T          | A          | T          | A          | A          | T          |
| ---------- | ---------- | ---------- | ---------- | ---------- | ---------- |
| 82 procent | 89 procent | 52 procent | 59 procent | 49 procent | 89 procent |